# Aboubaka Soumahoro
Aboubaka „Abou“ Soumahoro (* 4. Februar 2005 in Paris) ist ein französischer Fußballspieler. Der Innenverteidiger steht seit Februar 2025 beim Hamburger SV unter Vertrag.

## Karriere

### Vereine
Soumahoro spielte in der Jugend der kleineren Pariser Vereine Chantiers Paris UA und VGA Saint-Maur, ehe er zur Saison 2019/20 im Alter von 14 Jahren in die Jugend von Paris Saint-Germain wechselte. Nach zwei Jahren wechselte er zum  Paris FC. Nach einem Jahr bei den B-Junioren (U17) war der Innenverteidiger in den Spielzeiten 2022/23 und 2023/24 bei den A-Junioren (U19) aktiv. In der Saison 2022/23 absolvierte er zudem 14 Spiele (ein Tor) für die zweite Mannschaft in der National (D3). Ab März 2024 saß Soumahoro unter Stéphane Gilli auch vereinzelt bei der Profimannschaft in der Ligue 2 auf der Bank, kam allerdings nicht zum Einsatz. Sein Debüt folgte schließlich im August 2024 im Alter von 19 Jahren am ersten Spielzeit der Saison 2024/25. Bis Januar 2025 absolvierte er 14 Zweitligaspiele, bei denen er sechsmal in der Startelf stand.
Anfang Februar 2025 wechselte Soumahoro am letzten Tag der Transferperiode in die 2. Bundesliga zum Hamburger SV. Bei seiner ersten Trainingseinheit zog er sich einen Sehneneinriss am rechten Oberschenkel zu, weshalb er bis zum Saisonende ausfiel. Ohne ihn schaffte der HSV den Aufstieg in die Bundesliga.

### Nationalmannschaft
Soumahoro war von November 2023 bis Juli 2024 in der französischen U19-Nationalmannschaft aktiv. Er absolvierte acht Spiele, vier davon bei der U19-Europameisterschaft 2024. Dort scheiterte die Mannschaft im Finale, in dem Soumahoro die komplette Spielzeit auf dem Platz stand, an Spanien. Seit September 2024 kommt er in der U20 zum Einsatz.